# Aeneas nu
Aeneas nu is een nummer van Boudewijn de Groot, dat in februari 1969 op single verscheen. Deze single werd gratis gevoegd bij de eerste 5000 exemplaren van De Groots album Nacht en ontij. Op de cd-versie van dat album werden single en album samengevoegd. Zowel A- als B-kant is afkomstig van De Groot zelf.
De tekst van Aeneas nu verwijst naar de gelijknamige Griekse mythologische figuur. Hij wil op pad als hij thuis is, maar zodra hij op pad is wil hij naar huis. Wie kan mij nog vertellen is een lied in het genre "Vroeger was alles beter, tegenwoordig moet alles zo snel".
Aeneas nu bereikte de hitlijsten niet.